# Kenny Gaines
Kenneth James Gaines, detto Kenny (Riverdale, 28 gennaio 1994), è un ex cestista statunitense.